# 히메타타라이스즈히메
히메타타라이스즈히메(일본어:  媛蹈鞴五十鈴媛命 ヒメタタライスズヒメ[*] ?~?)는 진무천황의 황후이다. 아버지은 코토시로누시노카미(事代主神)이며, 어머니는 타마쿠시히메노미코토(玉櫛姬命)이고 여동생은 스이제이 천황의 황후인 이스즈요리히메노미코토(五十鈴依媛命)이다. 그리고 카무야이미미노미코토(神八井耳命), 스이제이 천황(綏靖天皇), 히코야이노미코토(日子八井命) 원래 이름은 호토타타라이스키히메(富登多多良伊須岐比売)였다. 진무천황은 동쪽정벌 이전에 휴우가(日向)에서 이미 아히라츠히메(吾平津姫)를 맞이해 아이 둘을 두었지만, 야마토(大和) 정벌 이후 지방 호족의 딸을 정실로 함으로써 지방호족을 회유하려 하였다. 아마테라스오오미카미의 후손인 진무천황과 히메타타라이스즈히메(媛蹈鞴五十鈴媛命)가 결혼하면서 천신계(天津神系)과 지신계(国津神系)로 나누어진 계보가 하나로 통합되었다.

## 이름
《일본서기》에는 「媛蹈鞴五十鈴媛命(히메타타라이스즈히메)」라고 기록되어 있다. 《고사기》에는 「比売多多良伊須気余理比売(히메타타라이즈케요리히메)」라고 기록되어 있고, 별명은 「富登多多良伊須岐比売(호토타타라이즈키히메)」라고 한다.
황후 이름 가운데 있는 「タタラ(타타라)」는 풀무불기(たたら吹き)에서 따온 것으로 볼 수 있는데, 그 시대에 사용한 도구를 가리킨 경우로 보인다. 이것으로 보아 황후의 출신 씨족이 제철과 관계가 있는 이즈모(出雲) 지역이었음 짐작할 수 있다.

## 부모님
《고사기》에는 미와오오모누시노카미(三輪大物主神)와 세야다타라히메(勢夜陀多良比売)의 딸이다. 세야다타라히메가 미인이라는 소문을 들은 오오모누시가 그녀를 보고 첫눈에 반하게 되었다. 오오모누시는 붉은 화살로 모습을 바꾸고는 세야다타라히메가 소변을 보러 올 때를 대충 가늠하여 강 상류에서에 흘러가 그녀의 다리 아래로 흘러 내려갈 때를 음부를 찔렀다. 그리고 그 후, 세야다타라히메가 그 붉은 화살을 자기 방에 가지고 들어가자 오오모누시는 다시 원래의 모습으로 돌아가 맺어졌다고 한다. 그래서 태어난 아이가 바로 히메타타라이스즈히메이다. 히메타타라이스즈히메는 원래 음부(「ホト(호토)」)를 찔러 깜짝 놀라 태어난 아이라 해서 「호토타타라이즈키히메(富登多多良伊須岐比売)」라고 이름 붙여졌지만 후에 호토라는 말을 싫어해서 「히메타타라이스즈히메(媛蹈鞴五十鈴媛命)」로 이름을 바꿨다.

## 가족
- 부 : 코토시로누시노카미(事代主神)
- 모 : 타마쿠시히메노미코토(玉櫛姬命)
  - 여동생 : 이스즈요리히메노미코토(五十鈴依媛命) - 제2대 스이제이 천황(綏靖天皇)의 황후
- 남편 : 제1대 진무 천황(神武天皇, 기원전 711년~기원전 585년)
  - 아들 : 카무야이미미노미코토(神八井耳命)
  - 아들 : 제2대 스이제이 천황(綏靖天皇, 기원전 632년~기원전 549년)
  - 며느리 : 이스즈요리히메노미코토(五十鈴依媛命) - 제2대 스이제이 천황(綏靖天皇)의 황후
  - 아들 : 히코야이노미코토(日子八井命)